# Marlene Schmotz
Marlene Schmotz est une skieuse alpine allemande, née le 6 mars 1994.

## Biographie
Elle fait ses débuts officiels en 2010 puis en Coupe d'Europe en décembre 2011. Un an plus tard, elle monte déjà sur son premier podium en slalom à Courchevel.
Elle débute en Coupe du monde en janvier 2013 au slalom de Flachau. Elle marque ses premiers points en novembre de la même année avec une 23e place sur le slalom de Levi. 
En 2015, elle est vice-championne du monde junior de slalom.
En février 2017, elle est 14e du combiné de Crans-Montana, son meilleur résultat en Coupe du monde.
Aux Championnats du monde 2019, pour sa première participation aux Mondiaux, elle est 19e du slalom géant et ne termine pas le slalom.

## Palmarès

### Championnats du monde
| Épreuve / Édition | Åre 2019 |
| ----------------- | -------- |
| Slalom géant      | 19e      |
| Slalom            | Abandon  |

### Coupe du monde
- Meilleur classement général : 85e en 2017.
- Meilleur résultat : 14e.

| Année/Classement | Général | Général | Descente | Descente | Slalom | Slalom | Slalom géant | Slalom géant | Super G | Super G | Combiné | Combiné |
| Année/Classement | Class.  | Points  | Class.   | Points   | Class. | Points | Class.       | Points       | Class.  | Points  | Class.  | Points  |
| ---------------- | ------- | ------- | -------- | -------- | ------ | ------ | ------------ | ------------ | ------- | ------- | ------- | ------- |
| 2014             | 110e    | 8       | -        | -        | 48e    | 8      | -            | -            | -       | -       | -       | -       |
| 2015             | 107e    | 36      | -        | -        | 47e    | 8      | -            | -            | -       | -       | -       | -       |
| 2017             | 85e     | 36      | -        | -        | 47e    | 12     | -            | -            | -       | -       | 27e     | 24      |
| 2019             | 86e     | 38      | -        | -        | 49e    | 17     | 38e          | 21           | -       | -       | -       | -       |

### Championnats du monde juniors
- Hafjell 2015 :
  -  Médaille d'argent en slalom.
  -  Médaille de bronze par équipes.

### Coupe d'Europe
- 1 victoire en slalom.

Palmarès en mars 2019

### Championnats d'Allemagne
- Vainqueur du slalom géant en 2014.